# Bucéels
Cet article possède un paronyme, voir Château de Boucéel.
Bucéels est une commune française, située dans le département du Calvados en région Normandie, peuplée de 450 habitants.

## Géographie
Bucéels est une commune du Bessin située à deux kilomètres de Tilly-sur-Seulles et à dix kilomètres de Bayeux, sur la Seulles.

### Hydrographie
La commune est située dans le bassin Seine-Normandie. Elle est drainée par la Seulles, le ruisseau du Pont Saint-Esprit, le ruisseau du Pont Tueloup, le cours d'eau 01 de la Pérouze et un bras de la Seulles,,.
La Seulles, d'une longueur de 72 km, prend sa source dans la commune de Dialan sur Chaîne et se jette  dans la baie de Seine à Courseulles-sur-Mer, après avoir traversé 31 communes. 

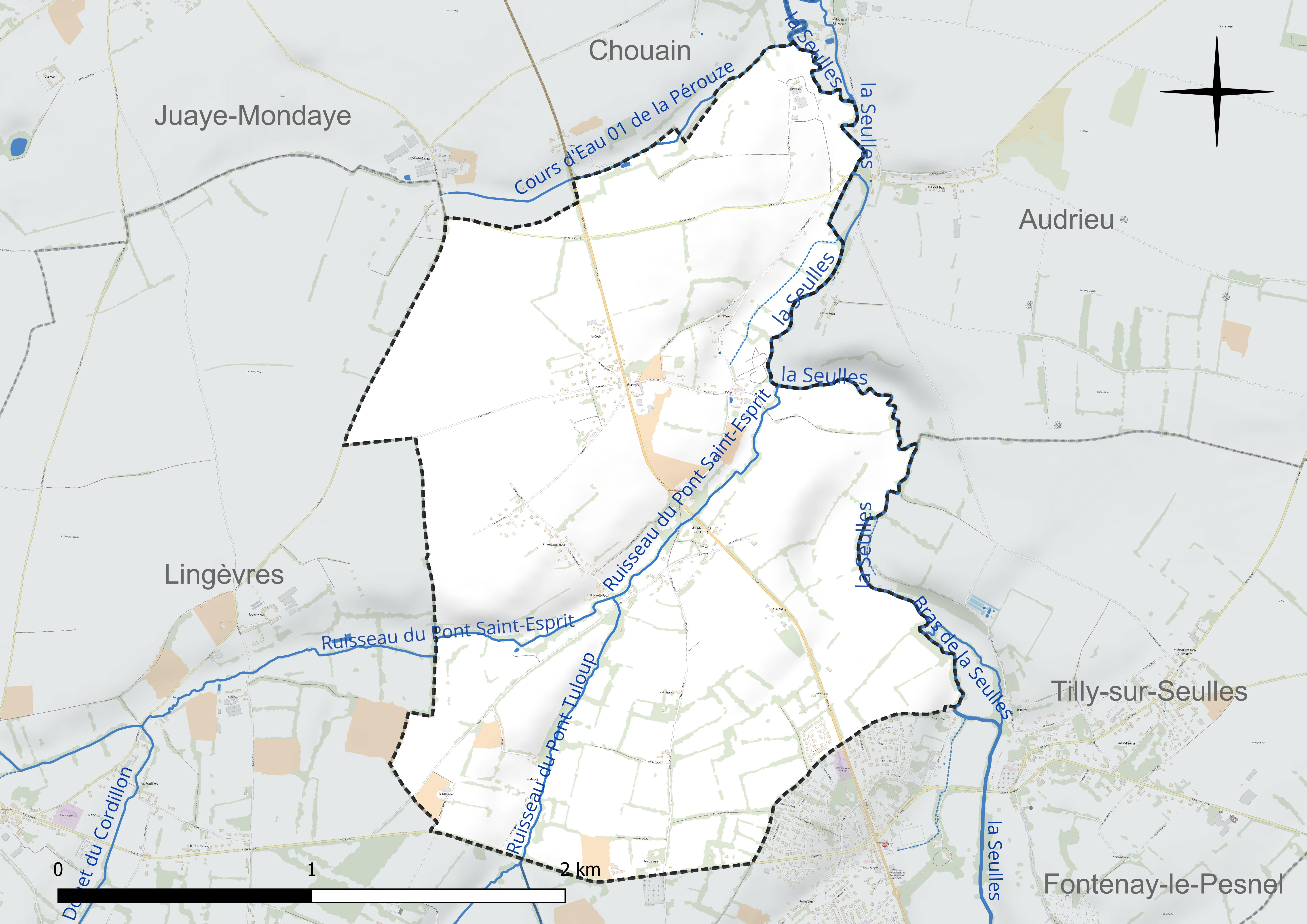
Réseau hydrographique de Bucéels.

### Climat
Pour des articles plus généraux, voir Climat de la Normandie et Climat du Calvados.
En 2010, le climat de la commune est de type climat océanique altéré, selon une étude du CNRS s'appuyant sur une série de données couvrant la période 1971-2000. En 2020, Météo-France publie une typologie des climats de la France métropolitaine dans laquelle la commune est exposée à un climat océanique et est dans la région climatique  Normandie (Cotentin, Orne), caractérisée par une pluviométrie relativement élevée (850 mm/a) et un été frais (15,5 °C) et venté. Parallèlement le GIEC normand, un groupe régional d'experts sur le climat, différencie quant à lui, dans une étude de 2020, trois grands types de climats pour la région Normandie, nuancés à une échelle plus fine par les facteurs géographiques locaux. La commune est, selon ce zonage, exposée à un « climat des plateaux abrités », correspondant à la plaine agricole de Caen à Falaise, sous le vent des collines de Normandie et proche de la mer, se caractérisant par une pluviométrie et des contraintes thermiques modérées.
Pour la période 1971-2000, la température annuelle moyenne est de 10,7 °C, avec  une amplitude thermique annuelle de 12 °C. Le cumul annuel moyen de précipitations est de 782 mm, avec 12,8 jours de précipitations en janvier et 7,8 jours en juillet. Pour la période 1991-2020, la température moyenne annuelle observée sur la station météorologique la plus proche, située sur la commune de Carpiquet à 14 km à vol d'oiseau, est de 11,5 °C et le cumul annuel moyen de précipitations est de 740,3 mm,. Pour l'avenir, les paramètres climatiques de la commune estimés pour 2050 selon différents scénarios d'émission de gaz à effet de serre sont consultables sur un site dédié publié par Météo-France en novembre 2022.

## Urbanisme

### Typologie
Au 1er janvier 2024, Bucéels est catégorisée commune rurale à habitat dispersé, selon la nouvelle grille communale de densité à 7 niveaux définie par l'Insee en 2022.
Elle est située hors unité urbaine. Par ailleurs la commune fait partie de l'aire d'attraction de Caen, dont elle est une commune de la couronne,. Cette aire, qui regroupe 296 communes, est catégorisée dans les aires de 200 000 à moins de 700 000 habitants,.

### Occupation des sols
L'occupation des sols de la commune, telle qu'elle ressort de la base de données européenne d'occupation biophysique des sols Corine Land Cover (CLC), est marquée par l'importance des territoires agricoles (100 % en 2018), une proportion identique à celle de 1990 (100 %). La répartition détaillée en 2018 est la suivante : 
terres arables (50,9 %), prairies (49,1 %). L'évolution de l'occupation des sols de la commune et de ses infrastructures peut être observée sur les différentes représentations cartographiques du territoire : la carte de Cassini (XVIIIe siècle), la carte d'état-major (1820-1866) et les cartes ou photos aériennes de l'IGN pour la période actuelle (1950 à aujourd'hui).

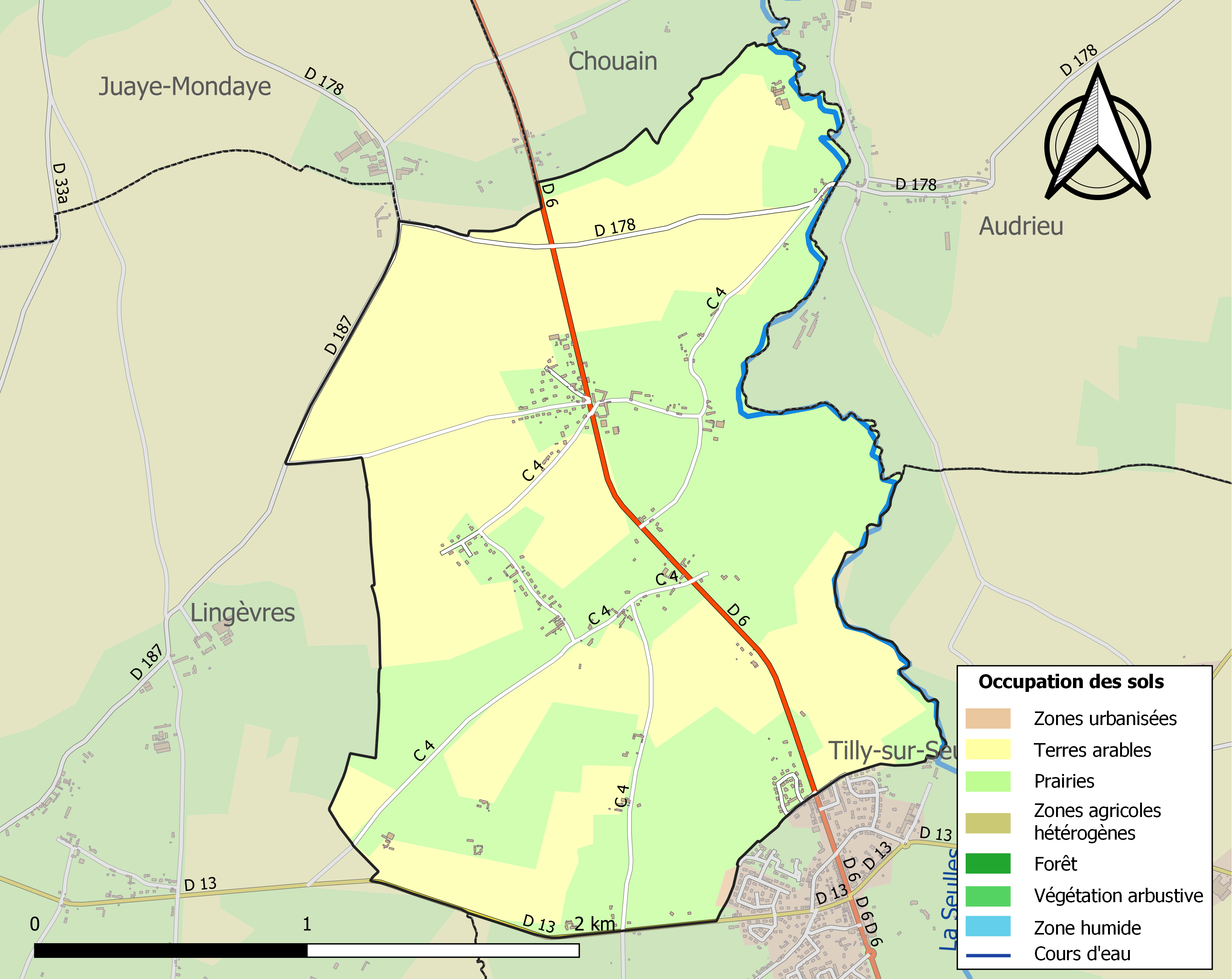
Carte des infrastructures et de l'occupation des sols de la commune en 2018 (CLC).

## Toponymie
Le nom de la localité est attesté sous les formes latinisées Buxadellum en 1082; Buissellum en 1108,; Buxedellum et Buschedellum entre 1082 et 1161; Buisseellum en 1190; Bucellum au XIVe siècle; puis sous les formes Buiseel en 1172; Buissel en 1177; Buxel et Buxedella en 1190; Buseel et Busseel en 1258; Bucel en 1589; Buceex en 1653 (Tassin); Buceez en 1770 (Desnos); Bucels au XVIIIe siècle (Cassini).
Du latin buxetum « ensemble de buis » et du suffixe diminutif  -ellum.
Le gentilé est Bucéelois.

## Politique et administration
| Période                                  | Période      | Identité              | Étiquette | Qualité                                                            |
| ---------------------------------------- | ------------ | --------------------- | --------- | ------------------------------------------------------------------ |
| avant 1981                               | ?            | Pierre Besnard        |           |                                                                    |
| juin 1995                                | mars 2001    | Geneviève Beauvais    | SE        |                                                                    |
| mars 2001                                | mars 2014    | Marie-Thérèse Lemoine | SE        | Professeur des écoles (retraitée)                                  |
| mars 2014                                | juillet 2020 | Sandrine Chevalier    | SE        | Assistante administrative                                          |
| juillet 2020                             | En cours     | Gwenaëlle Leconte     | SE        | Chargée du numérique éducatif au conseil départemental du Calvados |
| Les données manquantes sont à compléter. |              |                       |           |                                                                    |

## Démographie
L'évolution du nombre d'habitants est connue à travers les recensements de la population effectués dans la commune depuis 1793. Pour les communes de moins de 10 000 habitants, une enquête de recensement portant sur toute la population est réalisée tous les cinq ans, les populations de référence des années intermédiaires étant quant à elles estimées par interpolation ou extrapolation. Pour la commune, le premier recensement exhaustif entrant dans le cadre du nouveau dispositif a été réalisé en 2007.
En 2022, la commune comptait 450 habitants, en évolution de +16,88 % par rapport à 2016 (Calvados : +1,58 %, France hors Mayotte : +2,11 %).
| 1793 | 1800 | 1806 | 1821 | 1831 | 1836 | 1841 | 1846 | 1851 |
| ---- | ---- | ---- | ---- | ---- | ---- | ---- | ---- | ---- |
| 459  | 422  | 437  | 407  | 398  | 333  | 313  | 287  | 279  |

| 1856 | 1861 | 1866 | 1872 | 1876 | 1881 | 1886 | 1891 | 1896 |
| ---- | ---- | ---- | ---- | ---- | ---- | ---- | ---- | ---- |
| 273  | 320  | 311  | 318  | 270  | 269  | 268  | 266  | 260  |

| 1901 | 1906 | 1911 | 1921 | 1926 | 1931 | 1936 | 1946 | 1954 |
| ---- | ---- | ---- | ---- | ---- | ---- | ---- | ---- | ---- |
| 225  | 246  | 207  | 177  | 165  | 171  | 176  | 153  | 176  |

| 1962 | 1968 | 1975 | 1982 | 1990 | 1999 | 2006 | 2007 | 2012 |
| ---- | ---- | ---- | ---- | ---- | ---- | ---- | ---- | ---- |
| 185  | 147  | 151  | 225  | 357  | 353  | 386  | 390  | 362  |

| 2017 | 2022 | - | - | - | - | - | - | - |
| ---- | ---- | - | - | - | - | - | - | - |
| 397  | 450  | - | - | - | - | - | - | - |

## Lieux et monuments
- Église Saint-Germain du XIe siècle, très remaniée au XIXe siècle.
- Chapelle Notre-Dame de Lourdes du XIXe siècle dédiée aux victimes de la guerre de 1870. Le monument aux morts de la Première Guerre mondiale se trouve dans une grotte.

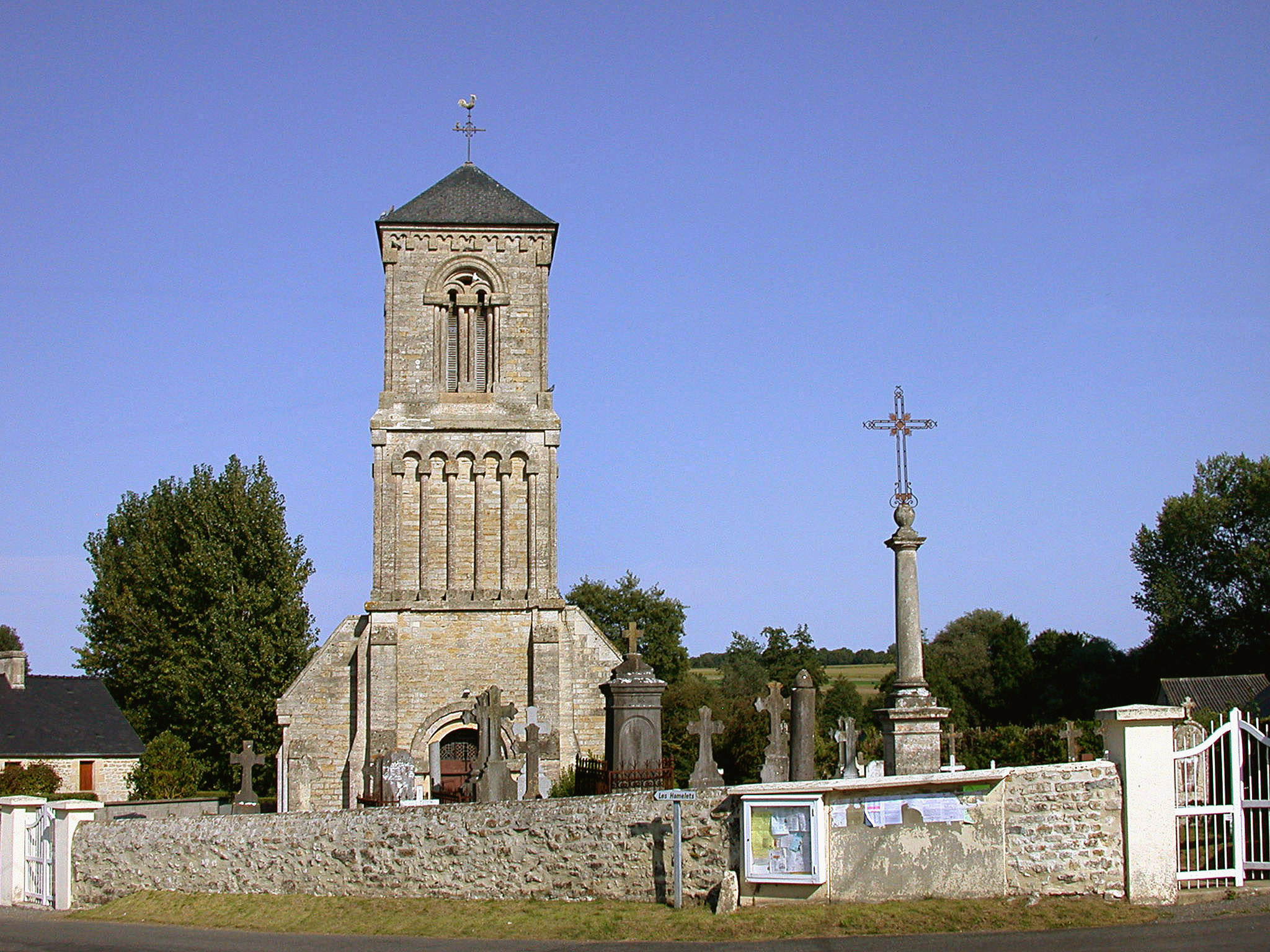
L'église Saint-Germain.
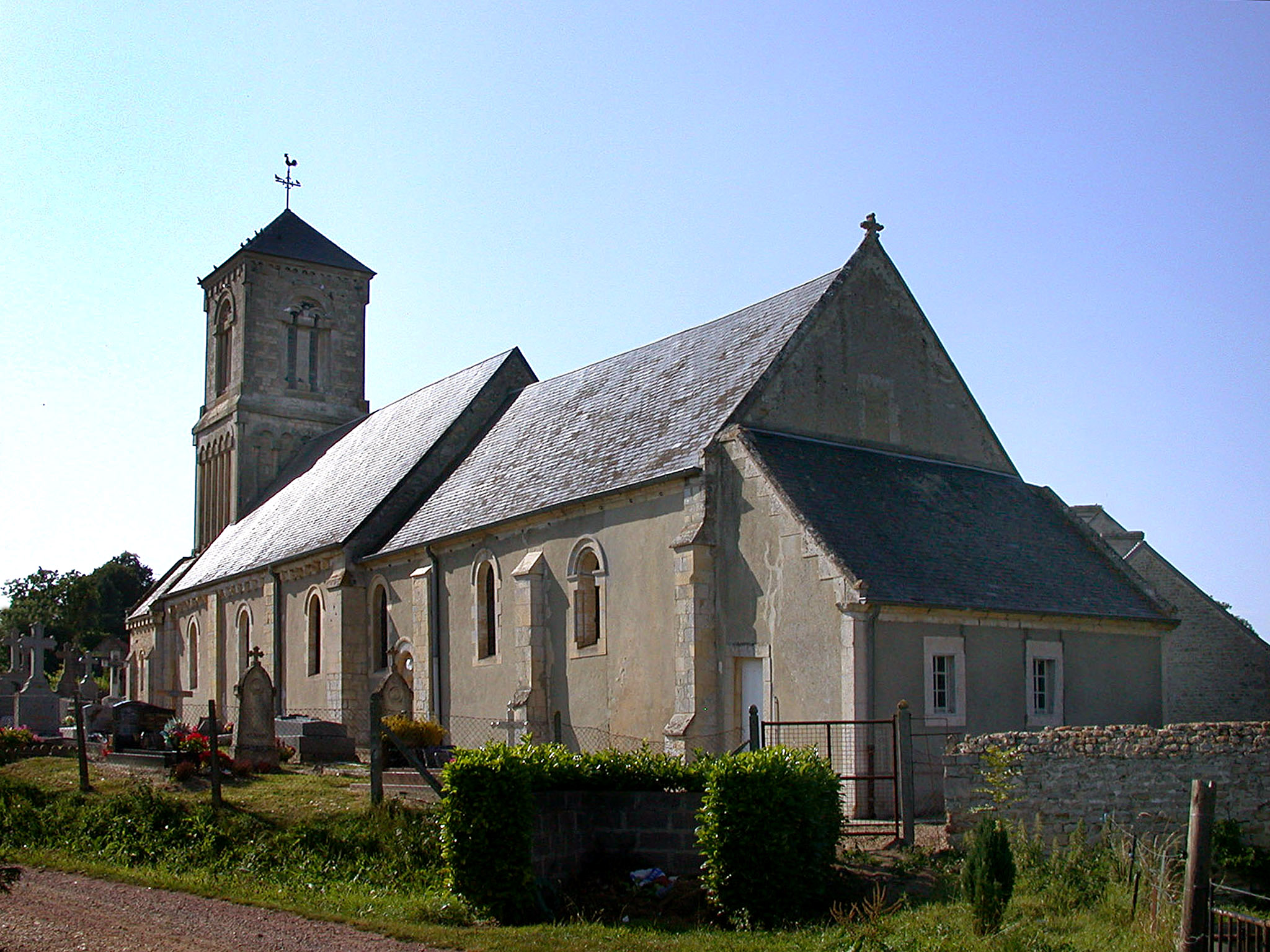
L'église Saint-Germain.
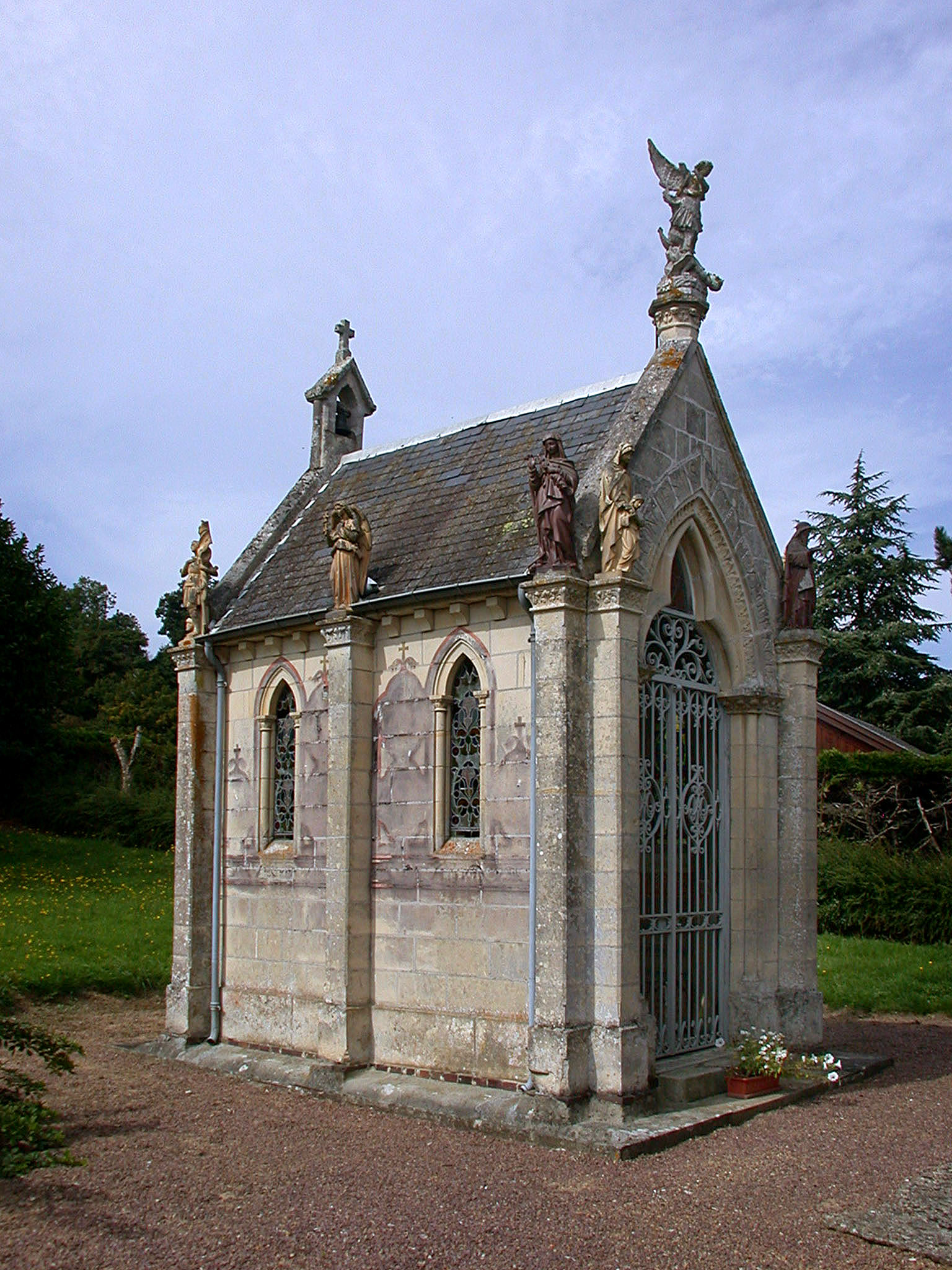
La chapelle Notre-Dame de Lourdes.
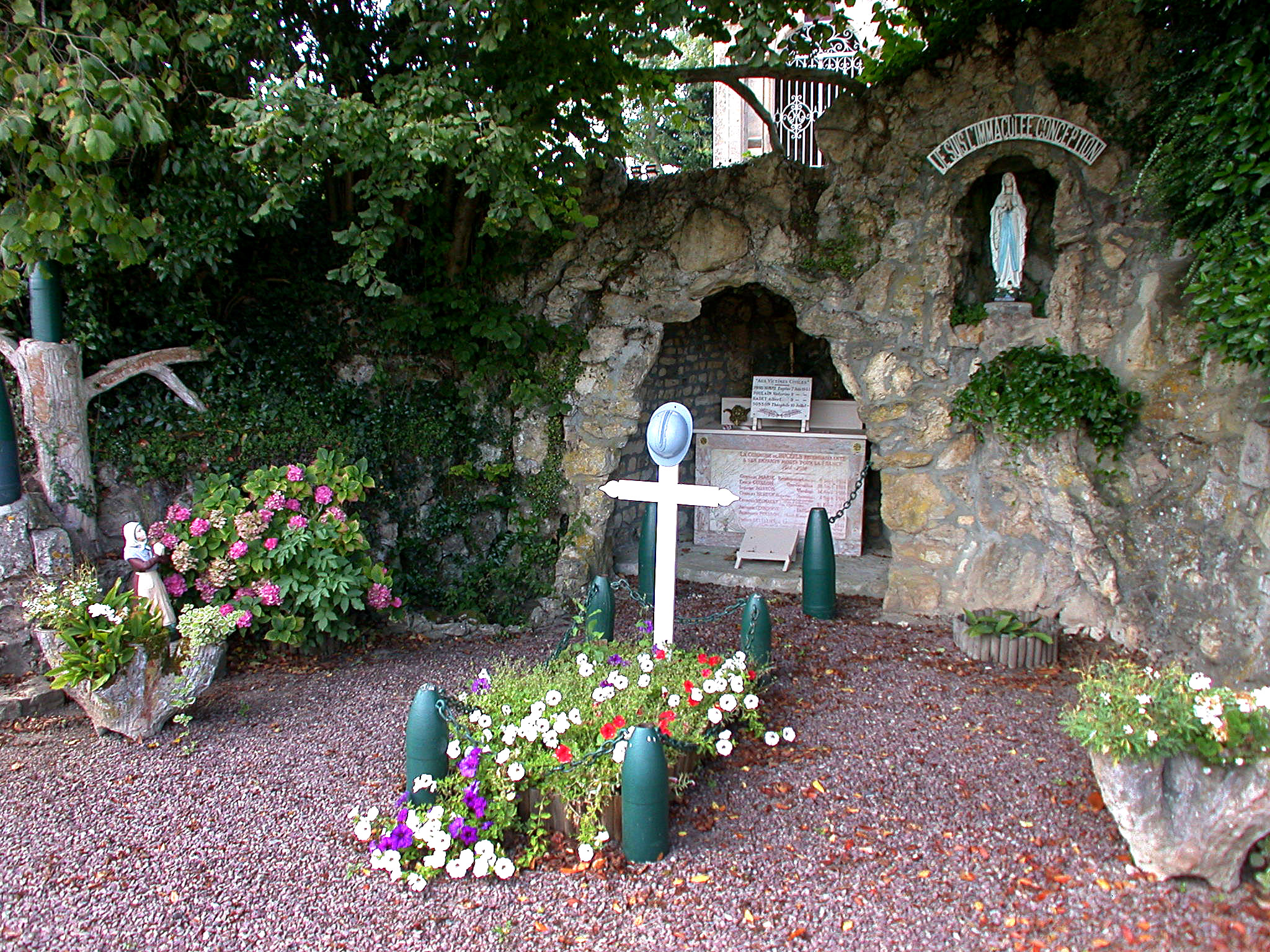
Le monument aux morts.